# Нелегальная иммиграция
Нелега́льная мигра́ция — миграция с нарушением миграционного законодательства государства.

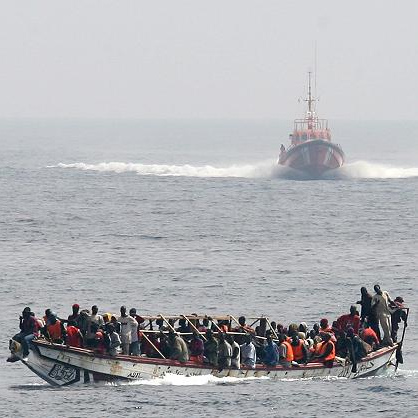
Испанский спасательный катер приближается к судну с нелегальными мигрантами из Африки

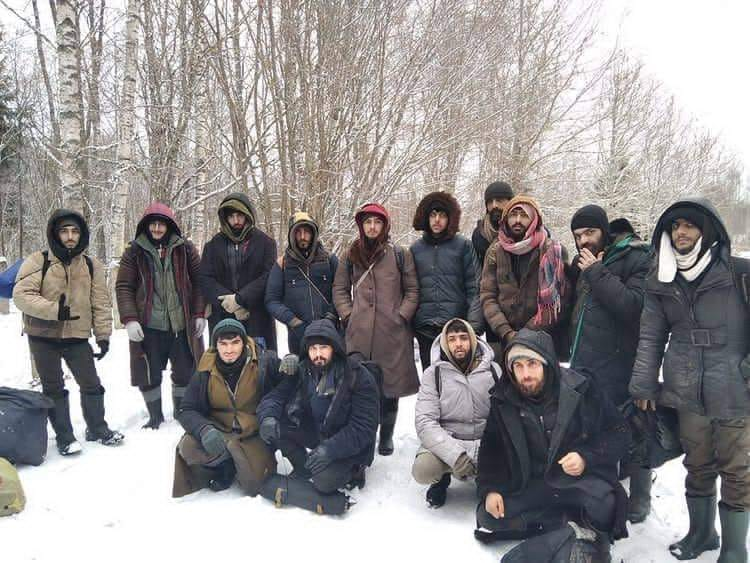
Группа нелегальных мигрантов на белорусско-литовской границе во время миграционного кризиса 2022 года

## Терминология
Под определение нелегальных мигрантов попадают следующие категории:
- Иностранцы, въезжающие в государство или находящиеся на его территории без документов, удостоверяющих личность, или же с поддельными документами.
- Мигранты, незаконно пересекшие границу государства (государственную границу), а также те, чье право на въезд является сфабрикованным.
- Иностранные граждане, находящиеся на территории государства с просроченной визой, а также иностранные студенты, не покинувшие его по истечении срока учёбы и рабочие с просроченными трудовыми договорами.
- Дети, рожденные иностранными гражданами на территории государства (зависит от его законодательства: в частности, в России ребёнок признается гражданином, если, по крайней мере, один из родителей является россиянином или оба родителя являются иностранцами, но их ребёнку отказано в гражданстве в государстве, гражданами которой они являются).

## Факторы нелегальной миграции
Среди факторов нелегальной иммиграции выделяются следующие:
- экономическое отставание стран-«поставщиков» нелегальных иммигрантов от стран-«потребителей».
- попытка нелегального иммигранта избежать уголовной ответственности, к которой он должен быть привлечён на территории той страны, гражданином которой он является (особенно при использовании фальшивых документов, удостоверяющих личность).

## Последствия

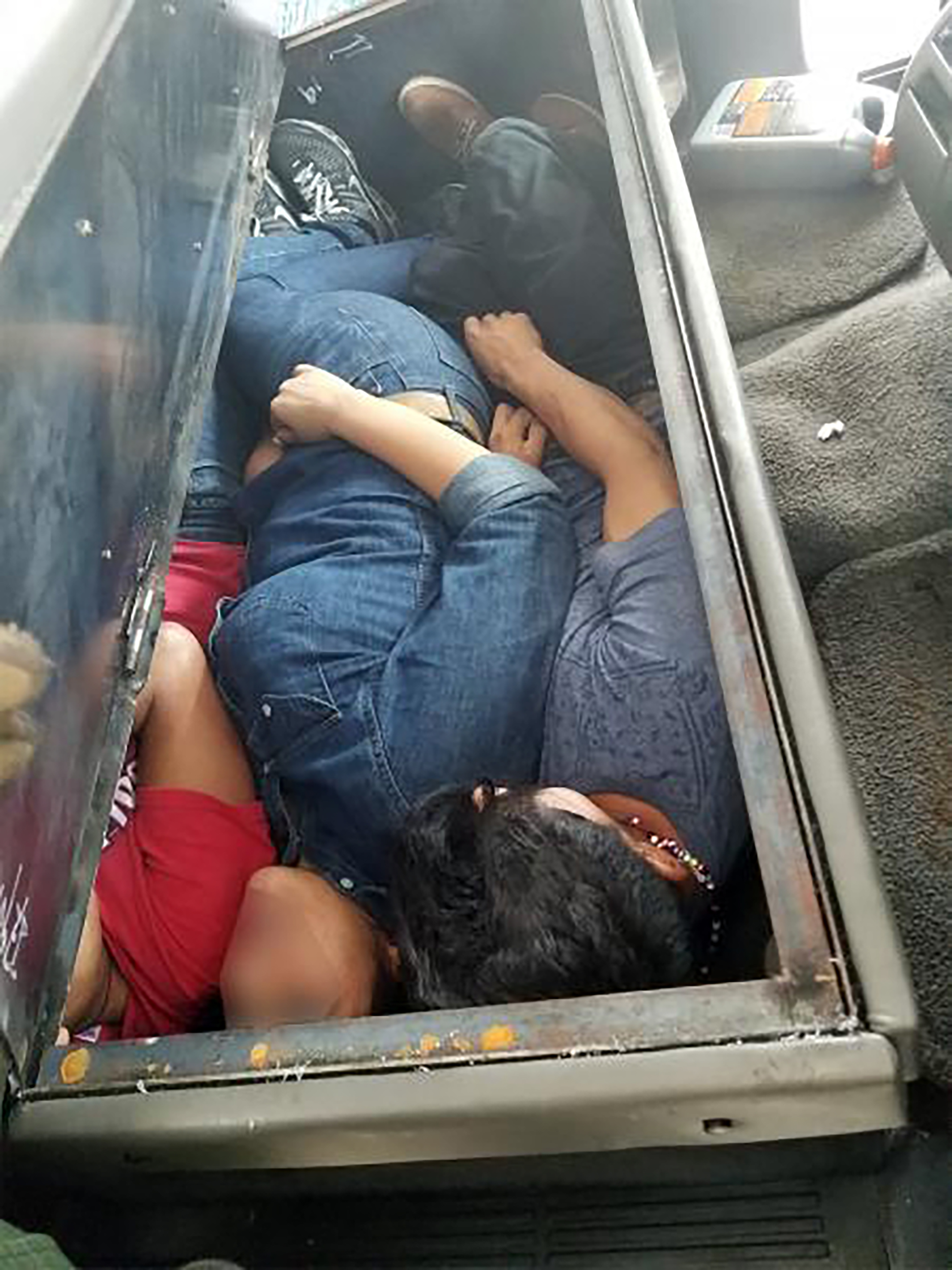
Ввоз нелегальных мигрантов в США из Мескики, Техас, 2017 год

Одними из самых явных последствий нелегальной миграции являются:
- Создание предельно низкого стандарта трудовых отношений работодателями, нанимающими нелегальных иммигрантов.
- Использование труда мигрантов способствует «экономии» на обеспечении безопасных и оптимальных условий труда (за период ~ 2004-2014гг доля рабочих мест с вредными и/или опасными условиями труда возросла с 18 до 32 %).[источник не указан 1773 дня]
- Нарушение жилищного кодекса, иными словами перенаселение занимаемых жилых площадей, так как нелегалы или их подрядчики стараются сэкономить на аренде.
- Разрушение семей, так как мигранты-рабочие вынуждены очень долго находиться далеко от своих семей.
- Экономическое бремя для налогоплательщиков, так как иммигрантам приходится пользоваться медицинскими услугами в общественных мед. учреждениях, их дети посещают общественные школы, увеличиваются расходы муниципалитетов на поддержание правопорядка, и т. п. Так, ежегодно на лечение туберкулёза у гастарбайтеров из бюджета выделяется 75 миллионов рублей.[2] В это же время нелегальные мигранты и их работодатели не платят налоги; по оценке директора ФМС Ромодановского, бюджет России ежегодно теряет до 40 млрд рублей от неуплаты налогов нелегальными мигрантами[3], в 2006 г. им называлась цифра ущерба в 8 млрд долл. США, иностранные мигранты вывозили из России до 10 млрд долл. США ежегодно, в обход системы госконтроля[4].
- Увеличивается риск распространения опасных инфекционных заболеваний, в том числе туберкулёза (и даже проказы[5]).
- Ухудшение санитарно-гигиенической обстановки, что увеличивает риск распространения заболеваний[6].

В долгосрочной перспективе это приводит к смене доминирующего населения территории, а также замещению мигрантами коренного населения, что не раз бывало в истории.

## Права нелегалов
Человек, находящийся на территории страны нелегально, в любом случае имеет меньше прав, чем гражданин этого государства. В Россию наибольшее количество мигрантов приезжает из Центральной Азии (в основном из Узбекистана, Таджикистана и Кыргызстана) и Закавказья (в основном из Армении и Азербайджана). В середине 2016 года их было примерно четыре миллиона человек.
Как правило, незаконные мигранты живут в дешевых общежитиях или на складах предприятий. Прав у них нет никаких, если не заключен официальный договор с работодателем, и социально эти люди не защищены. Отмечают, что нелегалы иногда могут попадать в трудовое рабство, а их работу некоторые наниматели оплачивают с большими задержками, иногда не оплачивают совсем.

## Легализация нелегалов
В США и Европе возможна легализация нелегальных мигрантов, которая зависит от даты въезда в страну, сроков пребывания, а также трудового договора. В России легализация нелегалов пока не осуществлялась.

## Недокументированная трудовая миграция в России
Зачастую фразой «нелегальная миграция в Россию» заменяют фразу «недокументированная трудовая миграция в Россию», что является ошибкой. У России нет визового режима с республиками бывшего Союза СССР (кроме Туркменистана и стран Балтии), откуда в основном идёт в Россию трудовая миграция, поэтому нелегальной миграции из этих республик быть не может. Когда у трудовых мигрантов из стран безвизового въезда бывают не в порядке документы (нет разрешения на работу или нет регистрации, или эти документы просрочены), их следует называть «трудовые мигранты с неурегулированным статусом» или «недокументированные трудовые мигранты».
По ориентировочным экспертным подсчётам (2002 год) из России ежегодно мигрантами вывозится от 2,3 млрд до 6,54 млрд долларов
По данным органов власти России (2006 год): «Экономический ущерб, причиненный России нелегальной миграцией в виде неуплаты налогов, составляет более 8 млрд долл. США … ежегодно мигранты из стран СНГ вывозят из России свыше 10 млрд долл» — заявил глава Федеральной миграционной службы России Константин Ромодановский.
Если, согласно официальным данным, доля иностранных работников составляла в 2009 году 3,1 % от общей численности занятых в СНГ, то реальная доля, учитывая нерегулируемую составляющую миграции составит 8-9 %. Этот показатель близок к соответствующей пропорции во многих принимающих странах Европы, таких как Италия, Великобритания или Германия.
РФ в 2013 году официально приняла более 17 млн мигрантов. По данным НИУ ВШЭ, в 2013 году количество легальных и нелегальных иностранных трудовых мигрантов в России составляло около 7 млн человек, по оценкам ФМС России — 4,5 млн., свыше 83 % которых — это граждане из стран СНГ с безвизовым порядком въезда в Россию. По данным на июль 2014 года в России находились более 11 млн иностранных граждан и лиц без гражданства. Из них на законных основаниях трудились лишь 1,5 млн.
По сведениям «ФМС России», в январе 2015 г. в России единовременно находилось 10,9 млн иностранных мигрантов, патентов на работу за весь 2015 год было куплено ими только 1,8 млн.
По данным министра внутренних дел РФ Владимира Колокольцева, за 2023 год с территории России было выдворено около 110 тысяч нелегальных мигрантов, что на 65% больше, чем годом ранее.

## Нелегальная миграция в других государствах

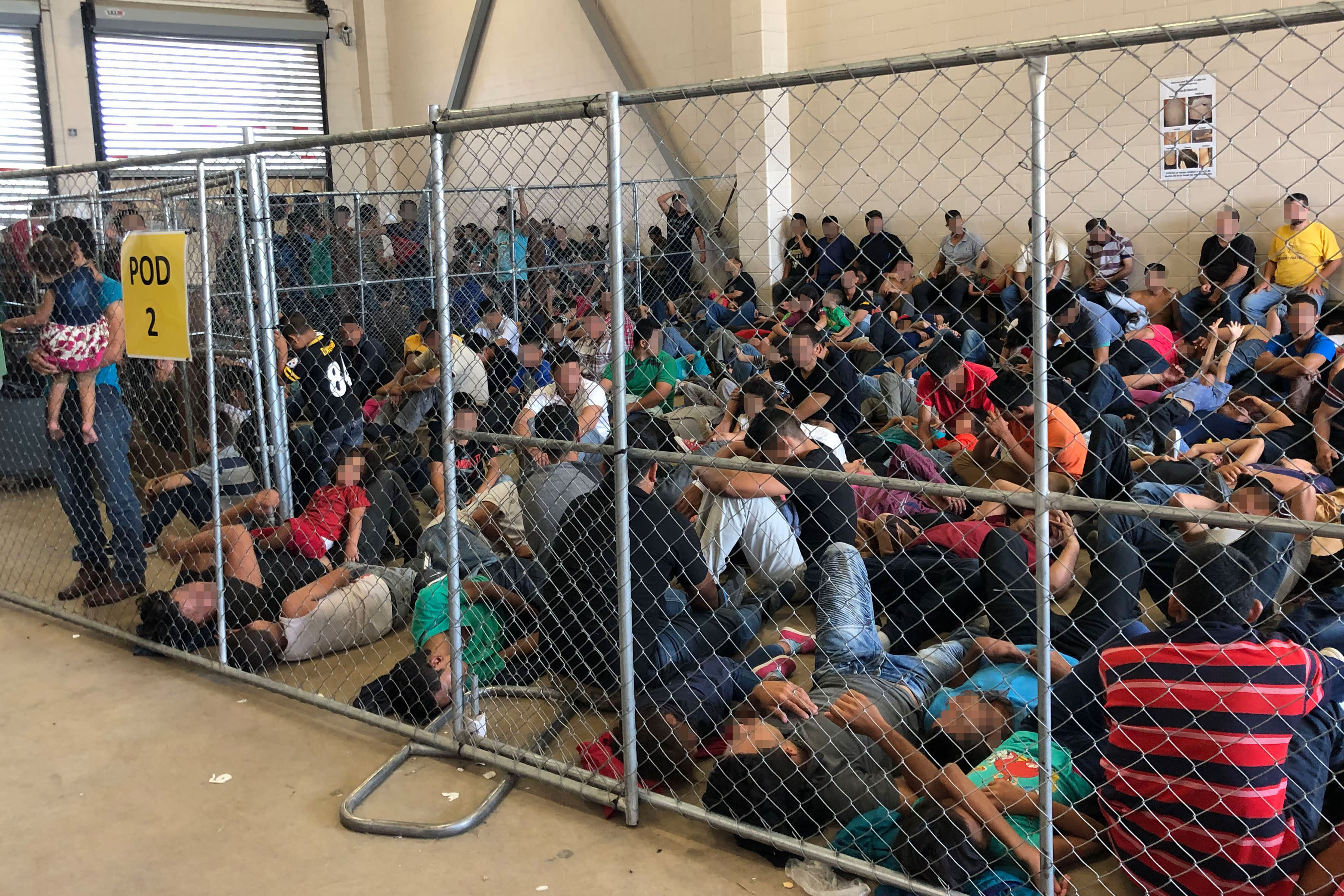
Нелегальные мигранты, задержанные Пограничным патрулем США, в городе Мак-Аллен (Техас), 2019 год

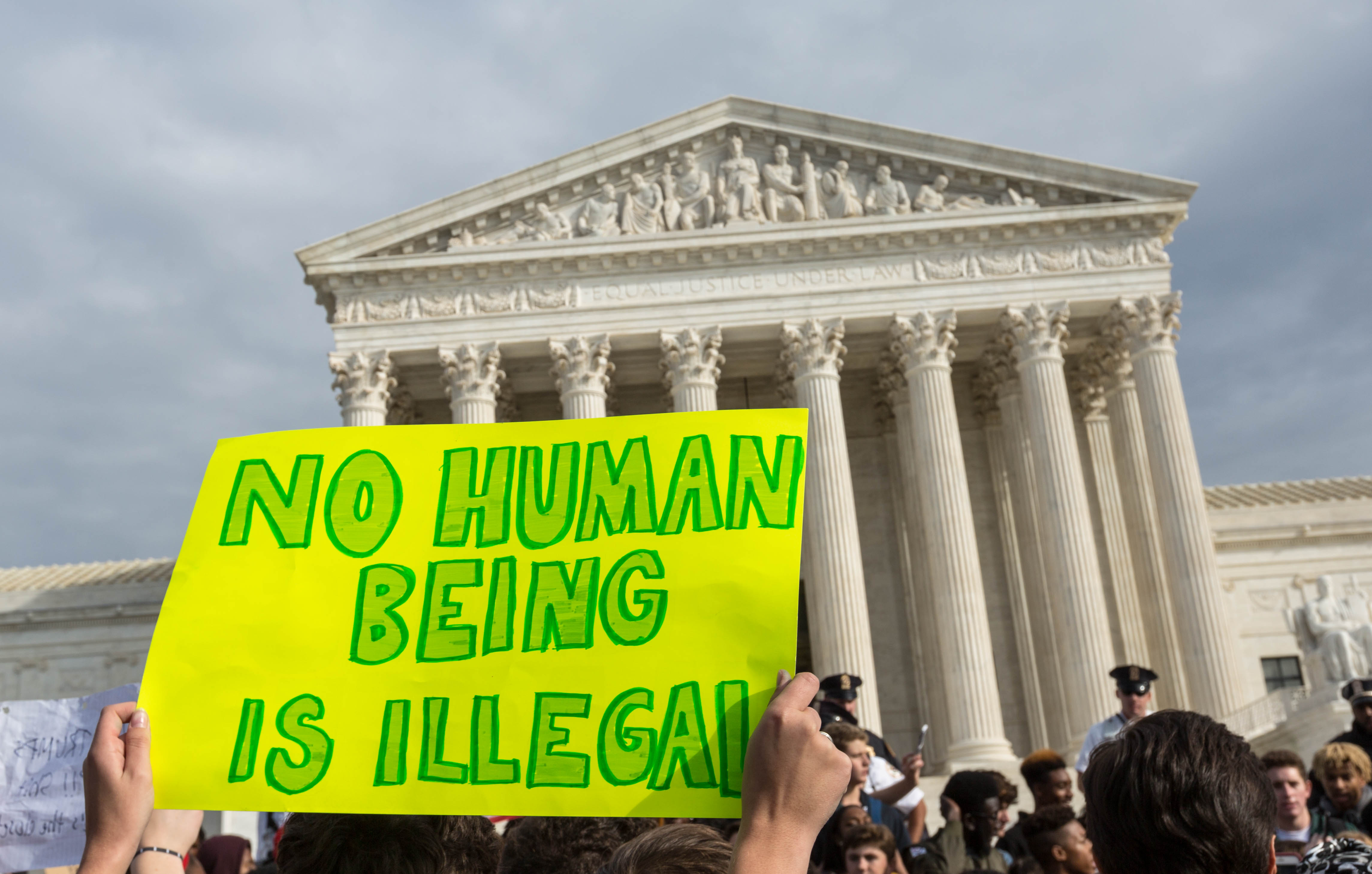
Участник демонстрации перед зданием Верховного суда США держит плакат с надписью «Никакой человек не является нелегальным», 2016 год

### США
В США существует огромная проблема нелегальной иммиграции. По официальным оценкам более 13 миллионов (а по неофициальным около 40 миллионов) нелегальных мигрантов находится в стране. Существует две категории нелегалов: те, кто приехали легально, и остались с просроченными визами, и те, кто пересек границы страны нелегально. Большинство нелегальных мигрантов попали в США через южную границу с Мексикой, в основном из Мексики и других стран Латинской Америки.

### Япония
Из-за крайне строгой визовой и миграционной политики и непривычного для остальных стран образа и уклада жизни, Япония имеет крайне низкий уровень нелегальной иммиграции и в ней почти не существует нелегальной иммиграции.

### Южная Корея
В стране легально работают 2 миллиона мигрантов, в основном из Китая, Индии и СНГ. Нелегальных мигрантов около 3 миллионов человек, в основном из арабских стран и Китая.

### Россия
В 2013 г.:
- в Российской Федерации — России 1 879 072 человек имели право осуществлять трудовую деятельность (имели патенты, разрешения на работу, вид на жительство).
- 3 644 000 — нелегальные иностранные мигранты — иностранные граждане, пребывающие на территории России с целью осуществления трудовой деятельности, но не оформившие соответствующие документы и нарушающие срок законного пребывания (90 дней).
- Около 2 млн чел. — иностранные граждане, законно пребывающие на территории Российской Федерации (до 90 дней).
- 3.8 млн чел — лица, пребывающие на территорию России с целью не связанной с осуществлением трудовой деятельности (учёба, лечение, туризм и т. д.).
- Итого 20 сентября 2013 г. на территории России находились порядка 11 млн иностранных граждан (по официальным данным ФМС России из Центрального банка данных по учету иностранных граждан ЦБДУИГ).

С начала 2013 г. к 3 октября 2013 г. 250,4 тыс. иностранным гражданам нарушившим законодательство, закрыт въезд в Россию.
По словам главы «ФМС России», К. Ромодановского, в январе 2015 года на территории России нелегально находились 3 млн иностранных мигрантов, значительно превышающих срок законного пребывания — 90 суток.

С принятием закона 473-ФЗ «О территориях ускоренного социально-экономического развития Российской Федерации» ситуация может значительно измениться. Это связано с тем, что принятие закона сопровождалось внесением поправок в другие нормативные документы, в частности — в Трудовой кодекс. Согласно в статью 351 главы 55 Трудового кодекса вносится изменение:

1. получение разрешений на привлечение и использование иностранных работников не требуется;
2. разрешение на работу иностранному гражданину, привлекаемому для осуществления трудовой деятельности резидентом территории опережающего социально-экономического развития, выдается без учета квот на выдачу иностранным гражданам приглашений на въезд в Российскую Федерацию в целях осуществления трудовой деятельности…

Предполагалось, что это создаст правовые предпосылки для значительного притока иностранной рабочей силы в РФ, так как это уже не будет (юридически) являться нарушением действующего законодательства. Вероятным местом наиболее активного притока могут стать слабозаселённые территории Дальнего Востока, граничащие с густозаселёнными территориями КНР.
В конце 2014 года система квот для безвизовых иностранных трудовых мигрантов в России была отменена и введена система покупки трудовыми мигрантами патентов на работу, а также сдачи обязательных экзаменов на знание русского языка и истории России. Высокая стоимость патентов и низкие зарплаты в 2014—2015 г.г. снова заставляют иностранных мигрантов уходить в теневую занятость, большинство иностранных мигрантов продолжают работать нелегально.
В статье показано, что многочисленные проблемы, возникающие из-за плохо контролируемого притока мигрантов, вызваны тем, что интересы граждан РФ слабо учитываются при принятии решений. Так, количество мигрантов — многократно завышено; значительная доля из них не имеет ни работы, ни нормального жилья (что ухудшает криминогенную и санитарно-гигиеническую обстановку) — но их присутствие в избыточном количестве способствует снижению зарплат местного населения (то есть повышению прибыли предпринимателей), и создаёт более благоприятные возможности для коррупции (обогащая чиновников). Последние две заинтересованные стороны, по существу, перекладывают все издержки от притока мигрантов на общество и на других граждан РФ; мало беспокоясь о том, что это создаёт угрозу межконфессиональных и межнациональных конфликтов в будущем.

### Китай
В Китае легально работают 8 млн человек, а численность нелегальных мигрантов (в основном из Пакистана и Индии) составляет до 50 млн человек, из которых 300 тысяч приходится на Россию.

### Австралия
В стране легально работает 3 млн мигрантов, нелегально 5 млн мигрантов. При этом количество легальных мигрантов растёт ежегодно на 300 тысяч человек, когда как количество нелегальных уменьшается на 9 % ежегодно.

### Швейцария
В Швейцарии на референдуме 24 сентября 2006 года две трети жителей (около 70 %) высказались за резкое ограничение иммиграции. Итоги референдума стали результатом деятельности правых политиков. Новые законы станут преградой тем, кто под предлогом политического убежища хочет обеспечить для себя более высокий уровень жизни. Решению народа Швейцарии может помешать присоединение к Шенгенскому соглашению, которое вступило в силу 1 января 2007 года и создаст лазейки для желающих остаться под самыми разными предлогами.

### Израиль
- Алия Бет — нелегальная иммиграция евреев в Палестину в период с 1933 по 1948 годы.
- Нелегальная иммиграция из Африки в Израиль — явлениe, которое началось во второй половине 2000-х и продолжается по сей день.